# 巴爾文科沃區

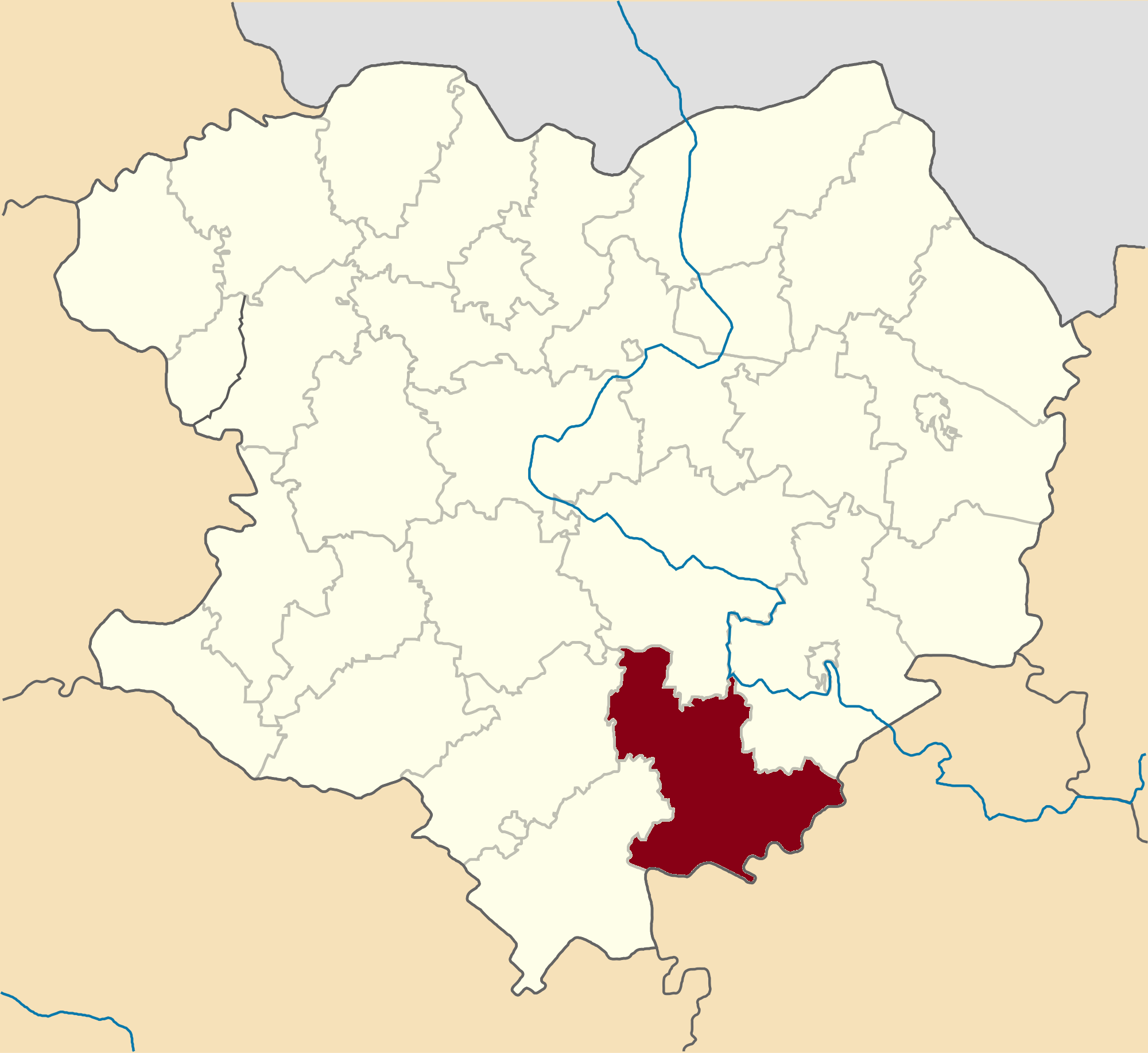
废除前巴爾溫科韋區在哈尔科夫州的位置

巴爾溫科韋區（烏克蘭語：Барвінківський район），又按俄语名译为巴爾文科沃區，曾是烏克蘭東部哈爾科夫州的一個區，行政中心設於巴尔温科韦，面積1,364.5平方公里，2013年人口23,144，人口密度每平方公里16.96人。
該地區氣候屬溫帶大陸性氣候。全區河流水庫面積1284.24公頃，佔全區土地總面積的0.95%。有7條河川流經該地，最大的是蘇希托雷茨河。
礦物以石英砂和煤為代表。此外，該區地處草原地帶，重要的自然資源有黑鈣土、牧場和水庫，為發展種植業、畜牧業和漁業提供了機遇。
该区在2020年7月18日的乌克兰行政区划改革中被撤销，改革后哈爾科夫州下分为7个区，巴爾溫科韋區合并至伊久姆區。